# محمد شافي
ميان محمد شافي (10 مارس 1869 - 7 يناير 1932) محامي وسياسي من الهند البريطانية. اكتسب شهرة كبيرة خلال عشرينيات وثلاثينيات القرن العشرين، وأصبح أحد المحامين البارزين في الهند.

## تأسيس رابطة مسلمي عموم الهند
تم اقتراح اسم رابطة مسلمي عموم الهند من قبل عدد من المسلمين بمن فيهم السير ميان محمد شافي في الاجتماع التأسيسي للرابطة الذي عقد في 30 ديسمبر 1906 في قصر منزل إحسان في دكا برعاية خواجة سليم الله (1871 – 1915). وحضر اللقاء ثلاثة آلاف عضو مؤسس برئاسة نواب وقار الملك، والأعضاء المؤسسون الآخرون هم: محسن الملك وسيد أمير علي ومولانا محمد علي جوهر.

## وفاته
توفي في 7 يناير 1932، ودفن في مقبرة أسلافه في باغبانبورا في لاهور. وتزوج السير شافي مرتين وأنجب: ميان محمد رافي، وبيجوم جهانارا شاه نواز، وبيجوم جيتي آرا بشير أحمد وميان إقبال شافي.